# الاوارف (المخادر)

تعديل مصدري - تعديل

الاوارف محلة تابعة لقرية الصلب، التابعة لعزلة جبل عقد بمديرية المخادر إحدى مديريات محافظة إب في الجمهورية اليمنية، بلغ تعداد سكانها 59 حسب تعداد اليمن لعام 2004.